# Semione
Semione is een plaats en voormalige gemeente in het Zwitserse kanton Ticino, en maakt deel uit van het district Blenio.
Semione telt 340 inwoners.

## Geschiedenis
In 2012 is de gemeente gefuseerd  samen met de andere gemeenten Malvaglia en Ludiano hebben de nieuwe gemeente Serravalle gevormd.